# Franz Seldte
Franz Seldte (Magdeburgo, Sajonia, 29 de junio de 1882-Fürth, 1 de abril de 1947) fue un político alemán de filiación nazi, fundador de una agrupación política ultranacionalista llamada Stahlhelm ("Cascos de Acero"), y luego integrante del Partido Nazi y Ministro de Trabajo del Tercer Reich desde 1933 hasta 1945.

## Biografía
Hijo de un fabricante de productos químicos, Seldte estudió química en la Universidad Técnica de Brunswick y en 1908 heredó el negocio de su padre.
Al estallar la Primera Guerra Mundial, se presentó como voluntario para servir en el Reichsheer como oficial, ganando la Cruz de Hierro de 1.ª y 2.ª clase, aunque perdió el brazo izquierdo en la batalla del Somme. Tras el fin de la guerra y la Revolución de Noviembre, numerosos veteranos de guerra alemanes aún se mantenían personalmente leales a la monarquía y rechazaban el Tratado de Versalles aceptado por el nuevo régimen. Ante esta situación Seldte funda con otros veteranos el Stahlhelm (literalmente "casco de acero" en alemán), organización política de veteranos para oponerse a la República de Weimar, a la paz de Versalles y a las reparaciones de guerra exigidas a Alemania. De acuerdo a lo manifestado por Seldte, la organización utilizaría el espíritu del Frontsoldaten (soldados del frente) contra la "cochina revolución" que estaba teniendo lugar en Alemania bajo el gobierno de Weimar.
El Stahlhelm se distinguió por su ideología ultranacionalista y antisemita, así como por su rechazo a la democracia y a las instituciones de la República de Weimar, lo cual le acercó al Partido Nazi durante la década de 1920. En las elecciones alemanas de 1931 Seldte formó un frente electoral (el "Frente de Harzburg") con Adolf Hitler y el político derechista Alfred Hugenberg, líder del Partido Nacional del Pueblo Alemán (DVNP), para formar oposición en contra del canciller Heinrich Brüning.
En 1932 Seldte ambicionaba dirigir un gran movimiento ultraderechista que agrupase al Partido Nazi, al Stahlhelm y al DNVP, pero el fanatismo y extremismo de los nazis les convirtió en el mayor beneficiario del "Frente de Harzburg", eclipsando la importancia del DNVP y del propio Stahlhelm. De hecho, ambas agrupaciones perdieron terreno ante el nazismo, que parecía más atractivo y extremista para las masas, y Seldte perdió toda opción de liderar una alianza electoral, cediendo dicho espacio a Hitler.
Después de que Hitler fuese nombrado Canciller del Reich el 30 de enero de 1933, Seldte fue nombrado Ministro de Trabajo en el primer gabinete de Hitler. En abril del mismo año Franz Seldte entró en el Partido Nazi, y éste a su vez absorbió al Stahlhelm, que quedó integrado dentro de las Sturmabteilung (SA). En agosto de 1933 se le concedió el rango de SA-Obergruppenführer y posteriormente fue nombrado Reichskommissar a cargo del programa de empleo Freiwilliger Arbeitsdienst (servicio de trabajo voluntario), pero pronto se vio eclipsado por su secretario de Estado Konstantin Hierl, que era jefe del Reichsarbeitsdienst (RAD). El poder ministerial de Seldte se redujo progresivamente en favor de burócratas y técnicos de la jerarquía nazi, como Konstantin Hierl y Robert Ley (jefe del Frente Alemán del Trabajo), al punto que en 1935 Seldte pidió a Hitler ser relevado de funciones ministeriales, pero sin éxito. Así pues, Seldte poseyó muy poca influencia política real durante la mayor parte del régimen hitleriano.
Al terminar la Segunda Guerra Mundial en mayo de 1945, Seldte se unió al Gobierno de Flensburgo dirigido por el almirante Karl Dönitz, y huyó en cuanto su "gabinete" fue arrestado por tropas británicas. Descubierto por los mandos militares estadounidenses en Luxemburgo, fue arrestado y recluido en un hospital militar de Fürth, al norte de Baviera. Seldte murió en abril de 1947 en un hospital norteamericano, poco después de que comenzara su juicio y antes de que pudiera ser realmente juzgado.